# Аутономна личност
Аутономна личност је особа која је у свом одлучивању независна од групе, јавног мњења, као и притиска друштва и културе. Аутономна личност је зрела личност која има изграђене унутрашње стандарде моралног и социјалног понашања и самосталност у понашању и мишљењу, посебно у односу на ауторитете. То је једна од карактеристика Масловљеве самоактуализоване личности, као и Фромовог продуктивног карактера.